# Sant Germièr (Alta Garona)
Sant Germièr (francès  Saint-Germier) és un municipi del departament francès de l'Alta Garona, a la regió d'Occitània.